# Christopher Ellery

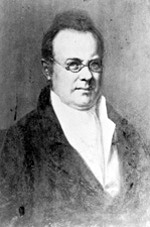
Christopher Ellery

Christopher Ellery (* 1. November 1768 in Newport, Colony of Rhode Island and Providence Plantations; † 2. Dezember 1840 in Middletown, Rhode Island) war ein US-amerikanischer Politiker (Demokratisch-Republikanische Partei), der den Bundesstaat Rhode Island im US-Senat vertrat.
Christopher Ellery war ein Neffe von William Ellery, der für Rhode Island im Kontinentalkongress saß. Nach seinem Abschluss am Yale College im Jahr 1787 studierte er die Rechtswissenschaften, wurde in die Anwaltskammer aufgenommen und begann in Newport als Jurist zu praktizieren. Von 1794 und 1798 war er als Beamter (Clerk) beim Kammergericht (Superior Court) des Newport County angestellt.
Nach der Mandatsniederlegung von US-Senator Ray Greene wurde Christopher Ellery zu dessen Nachfolger gewählt; er trat sein Amt im Kongress am 6. Mai 1801 an. Ellery bewarb sich 1804 um die Wiederwahl, unterlag aber James Fenner und musste somit am 3. März 1805 aus dem Senat ausscheiden. Im folgenden Jahr wurde er von US-Präsident Thomas Jefferson zum Bundesbeauftragten (Commissioner of Loans) für die Verwaltung der Bundesanleihen im Bereich des Staates Rhode Island mit Amtssitz in Providence ernannt. Schließlich übte Ellery von 1820 bis 1834 das Amt des Zolleintreibers (Collector of Customs) in Newport aus.